# Anthology 1
Pour les articles homonymes, voir Anthology.
Albums de The Beatles
Live at the BBC
(1994) Anthology 2
(1996)
Singles
Anthology 1 est le premier des trois volumes de la série de compilations Anthology des Beatles, paru le 21 novembre 1995 des deux côtés de l’Atlantique. Il se compose principalement d’enregistrements rares et inédits du groupe.

## Historique
Les titres qui se retrouvent sur cette compilation datent de 1958 à 1964, depuis l’époque des Quarrymen jusqu’à la préparation de l’album Beatles for Sale fin 1964. On y entend des enregistrements maison des jeunes musiciens en passant par des enregistrements faits à Hambourg, la fameuse audition ratée chez Decca, plusieurs prises inédites de leurs chansons, des prestations sur scène et de nombreux extraits d'interviews des membres du groupe et de leurs proches. Ce premier volume Anthology contient aussi une « nouvelle » chanson, Free as a Bird, tirée d'enregistrements de démonstration effectués par John Lennon à la fin des années 1970, pendant son retrait de la vie publique. Cette chanson est retravaillée par les Beatles survivants lors de leur réunion en 1994 et devient ainsi la première nouveauté des Beatles à paraître, 25 ans après la séparation du groupe. Une autre chanson est complétée pour l’album suivant : Real Love.
La compilation rencontre un important succès commercial, dont trois millions de copies sont vendues en seulement six semaines sur le marché américain, fait remarquable pour un groupe dissout depuis un quart de siècle.
Un single avec les chansons Free as a Bird et Christmas Time (Is Here Again) et un E.P. contenant aussi I Saw Her Standing There et This Boy, toutes en versions inédites, ont été publiés dans la foulée.

## Analyse
Anthology 1 présente un intérêt historique pour les fans, du fait qu’il contient, entre autres, les performances des ex-Beatles Pete Best et Stuart Sutcliffe. On peut entendre ce dernier à la basse sur trois pistes : Hallelujah, I Love Her So, You'll Be Mine, et Cayenne, et Best sur les pistes 10 à 12, 15 à 19, 21 et 22 du premier disque. Le batteur, qui fut débarqué du groupe mi-août 1962 peu après la première séance d'enregistrement chez EMI, est entendu sur la version de Love Me Do présente dans cette compilation.

## Liste des chansons
Toutes les chansons sont créditées Lennon/McCartney, sauf mention contraire. Le symbole ‡ dénote une chanson inédite.

### Disque 1
1. Free as a Bird (John Lennon, Paul McCartney, George Harrison, Ringo Starr) ‡  – 4:24
2. We were four guys … that's all (John Lennon parlant à Jann Wenner) – 0:12
3. That'll Be the Day [Mono] (Allison-Holly-Petty) ‡ – 2:07
4. In Spite of All the Danger [Mono] (Paul McCartney, George Harrison) ‡ – 2:44
5. Sometimes I'd borrow … those still exist (Paul McCartney parlant à Mark Lewisohn) – 0:17
6. Hallelujah I Love Her So [Mono] (Charles) ‡ – 1:13
7. You'll Be Mine [Mono] (Paul McCartney, John Lennon) ‡ – 1:38
8. Cayenne [Mono] (Paul McCartney) ‡ – 1:13
9. First of all … it didn't do a thing here (Paul McCartney parlant à Malcolm Threadgill) – 0:07
10. My Bonnie (traditionnel, arrangé par Tony Sheridan) ‡ – 2:42
11. Ain't She Sweet (Ager-Yellen) ‡ – 2:13
12. Cry for a Shadow (Harrison-Lennon) ‡ – 2:22
13. Brian was a beautiful guy … he presented us well (John Lennon parlant à David Wigg) – 0:10
14. I secured them … a Beatle drink even then (Commentaires de Brian Epstein) – 0:18
15. Searchin' [Mono] (Leiber-Stoller) (Audition chez Decca) ‡ – 2:59
16. Three Cool Cats [Mono] (Leiber-Stoller) (Audition chez Decca) ‡ – 	2:25
17. The Sheik of Araby [Mono] (Smith and Wheeler-Snyder) (Audition chez Decca) ‡ – 1:43
18. Like Dreamers Do [Mono] (Paul McCartney) (Audition chez Decca) ‡ – 2:35
19. Hello Little Girl [Mono] (John Lennon) (Audition chez Decca) ‡ – 1:40
20. Well, the recording test … by my artists (Commentaires de Brian Epstein) – 0:32
21. Besame mucho [Mono] (Velázquez-Skylar) ‡ – 2:37
22. Love Me Do [Mono] – 2:31
23. How Do You Do It? [Mono] (Murray) ‡ – 1:57
24. Please Please Me [Mono] – 1:59
25. One After 909 (Prises 3, 4, & 5) [Mono] – 2:23
26. One After 909 (Prises 4 & 5) [Mono] – 2:55
27. Lend Me Your Comb [Mono] (Twomey-Wise-Weisman) ‡ – 1:49
28. I'll Get You (Live at the London Palladium) [Mono] – 2:08
29. We were performers … in Britain (John Lennon parlant à Jann Wenner) – 0:12
30. I Saw Her Standing There (Live à Stockholm) [Mono] – 2:48
31. From Me to You (Live à Stockholm) [Mono] – 2:05
32. Money (That's What I Want) (Live à Stockholm) [Mono] (Gordy Jr.-Bradford) – 2:52
33. You Really Got a Hold on Me (Live à Stockholm) [Mono] (Robinson) – 	2:58
34. Roll Over Beethoven (Live à Stockholm) [Mono] (Berry) – 2:21

### Disque 2
1. She Loves You (Live au Royal Variety Show (en)) [Mono] – 2:50
2. Till There Was You (Live au Royal Variety Show) [Mono] (Meredith Willson) – 2:54
3. Twist and Shout (Live au Royal Variety Show) [Mono] (Russell-Medley) – 3:05
4. This Boy (Live au Morecambe and Wise Show) [Mono] – 2:22
5. I Want to Hold Your Hand (Live au Morecambe and Wise Show) [Mono] – 2:36
6. Boys, what I was thinking … (Eric Morecambe et Ernie Wise parlant aux Beatles) – 2:05
7. Moonlight Bay (Live au Morecambe and Wise Show) [Mono] (Madden (en)-Wenrich) ‡ – 0:49
8. Can't Buy Me Love (Prises 1 & 2) – 2:10
9. All My Loving (Live au Ed Sullivan Show) [Mono] – 2:19
10. You Can't Do That (Prise 6) – 2:42
11. And I Love Her (Prise 2) – 1:52
12. A Hard Day's Night (Prise 1) – 2:43
13. I Wanna Be Your Man – 1:47
14. Long Tall Sally (Johnson-Penniman-Blackwell) – 1:45
15. Boys (Dixon-Farrell) – 1:49
16. Shout (prestation pour Around The Beatles (en)) (Isley-Isley-Isley) ‡ – 	1:31
17. I'll Be Back (Prise 2) – 1:12
18. I'll Be Back (Prise 3) – 1:57
19. You Know What to Do (Harrison) ‡ – 1:58
20. No Reply (Demo) – 1:36
21. Mr. Moonlight (Prises 1 & 4) (Johnson (en)) – 2:47
22. Leave My Kitten Alone (Prise 5) (John-Turner-McDougal) ‡ – 2:56
23. No Reply (Prise 2) – 2:29
24. Eight Days a Week (Prises 1, 2 & 4) – 1:25
25. Eight Days a Week (Prise 5) – 2:47
26. Kansas City/Hey, Hey, Hey, Hey (Prise 2) (Leiber/Stoller/Penniman) – 2:44

### Contenu des singles
- 7"

1. Free as a Bird (Lennon, McCartney, Harrison, Starr) – 4:26
2. Christmas Time (Is Here Again) (Lennon, McCartney, Harrison, Starr) – 3:02

- CD

1. Free as a Bird – 4:26
2. I Saw Her Standing There – 2:51
3. This Boy – 3:17
4. Christmas Time (Is Here Again) – 3:02

## Musiciens
The Beatles
- John Lennon : chant, guitare rythmique, harmonica, choriste
- Paul McCartney : chant, basse, guitare rythmique, choriste
- George Harrison : chant, guitare solo, choriste
- Ringo Starr : batterie, percussion
- Pete Best : batterie sur My Bonnie, Ain't She Sweet, Cry for a Shadow, Searchin' , Three Cool Cats, The Sheik of Araby, Like Dreamers Do, Hello Little Girl, Bésame Mucho et Love Me Do
- Stuart Sutcliffe : basse sur Hallelujah, I Love Her So, You'll Be Mine et Cayenne

Membres des Quarrymen
- Colin Hanton : batterie sur That'll Be the Day, In Spite of All the Danger
- John Lowe : piano sur That'll Be the Day, In Spite of All the Danger

Musiciens additionnels
- Tony Sheridan : chant sur My Bonnie
- Andy White : batterie sur Please Please Me

## Charts & certifications
| Pays             | Durée du classement | Meilleur classement |
| ---------------- | ------------------- | ------------------- |
| Allemagne        | 14 semaines         | 1er                 |
| Australie        | 10 semaines         | 1er                 |
| Autriche         | 11 semaines         | 4e                  |
| Belgique (W)     | 11 semaines         | 2e                  |
| Belgique (V)     | 7 semaines          | 2e                  |
| Canada           | 18 semaines         | 1er                 |
| États-Unis       | 29 semaines         | 1er                 |
| Finlande         | 9 semaines          | 2e                  |
| France           | 9 semaines          | 1er                 |
| Italie           | -                   | 2e                  |
| Norvège          | 9 semaines          | 5e                  |
| Nouvelle-Zélande | 7 semaines          | 1er                 |
| Pays-Bas         | 12 semaines         | 1er                 |
| Royaume-Uni      | 12 semaines         | 2e                  |
| Suède            | 9 semaines          | 2e                  |
| Suisse           | 10 semaines         | 2e                  |

| Pays             | Certification | Ventes      | Date        |
| ---------------- | ------------- | ----------- | ----------- |
| Allemagne        | Or            | 250 000 +   | 1995        |
| Autriche         | Or            | 15 000 +    | 22/12/1995  |
| Belgique         | Platine       | 50 000 +    | 08/12/1995  |
| Canada           | 9 × Platine   | 900 000 +   | 18/01/1996  |
| États-Unis       | 8 × Platine   | 8 000 0000+ | 19/12/1996  |
| Nouvelle-Zélande | Platine       | 15 000 +    | 10/12/1995  |
| Pays-Bas         | Or            | 50 000 +    | 1997        |
| Royaume-Uni      | 2 × Platine   | 600 000 +   | 20/:11/1995 |
| Suisse           | Platine       | 50 000 +    | 1995        |